# Kodeks Stabilności Fiskalnej
W roku 1999 brytyjski minister finansów w gabinecie Tony’ego Blaira, Gordon Brown, doprowadził do uchwalenia Kodeksu Stabilności Fiskalnej (ang. Code for Fiscal Stability). Miał on na celu zminimalizowanie pokusy manipulowania przez polityków polityką pieniężną.

## Kodeks stabilności fiskalnej
Kodeks Stabilności Fiskalnej stawia przed rządem tzw. cel średniookresowy, będący zobowiązaniem do finansowania wszystkich bieżących wydatków bieżących wpływów budżetowych. Zatem deficyt budżetowy, którego źródłem pokrycia byłby wzrost zadłużenia jest dopuszczalny jedynie w celu finansowania inwestycji sektora publicznego.
Wyznaczenie średniookresowego celu dla rządu uzasadnia się tym, iż rzeczywista wielkość deficytu budżetowego często podlega znacznym wahaniom podczas trwania cyklu koniunkturalnego, nawet pomimo niezmienionych stawek podatkowych. Zastosowana przez Browna „złota reguła” finansów publicznych oznacza, iż wraz z powiększaniem się długu publicznego w długim okresie (na skutek finansowania inwestycji publicznych z deficytu) zwiększana powinna być produkcja i powinny rosnąć wpływy z podatków, najlepiej bez uciekania się do zwiększenia stawek podatkowych.